# Miniaturismo

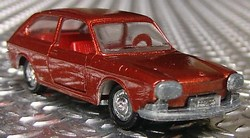
Miniatura de un coche.

Miniaturismo es el pasatiempo de coleccionar máquinas, vehículos, animales, personas o edificios en miniatura, los cuales pueden ser construidos o adquiridos en diferentes escalas y de diversos materiales, aunque principalmente se fabrican en varios tipos de plásticos como poliuretano y poliestireno, y metales como el zamak y el plomo. 
El término miniaturismo hace referencia también a todo el proceso de elaboración y producción de estas miniaturas coleccionables, considerado como un arte relacionado con la escultura.

## Tipos de miniaturismo
El miniaturismo se clasifica según el tipo de objeto que está tratando de minimizar.
Algunos de los principales tipos de miniaturismo son los siguientes: 
- Aeromodelismo: recrea artefactos aeronáuticos y aeroespaciales.
- Automodelismo: modelos de coches.
- Ferreomodelismo: recreación de estructuras relacionadas con el tren y ferrocarril.
- Helimodelismo: helicópteros.
- Modelismo naval: barcos y estructuras marinas.

Todas estas formas de miniaturismo están relacionadas con el maquetismo. 
Hay otros modos de miniaturismo en los que las colecciones versan sobre seres del mundo natural, como animales o dinosaurios, o sobre personajes fantásticos, del cómic o el cine o del mundo del anime, etc.
Así mismo, se puede considerar una forma de miniatursimo el coleccionismo relacionado con las "casas de muñecas".
El miniaturista puede ser una persona que colecciona objetos ya producidos por determinadas marcas, o puede elaborarlos él mismo. Cuando se trata de construir maquetas, de alguna manera se combinan ambas modalidades.

## Marcas
Las principales marcas enfocadas al mercado de modelos de vehículos en miniatura son Matchbox, Hot Wheels, Tomica, Siku, Herpa, Schuco, Guisval y Majorette. Por otro lado las marcas especializadas en el mercadeo de modelos para construir en plástico, madera o metal son Hasegawa, Revell, Italeri y Airfix.
En lo que se refiere a marcas que producen figuras coleccionables en miniatura (animales, superhéroes, anime), suelen estar relacionadas con la industria del juguete, como por ejemplo, Hasbro, Kaiyodo, Collecta o Schleich.